# Identificatietechniek
Een identificatietechniek of identificatiemethode is een techniek om na te gaan wat de identiteit van een persoon is. 

## Soorten
Er bestaan drie typen methoden om vast te stellen wie iemand is. Zo kan er gevraagd worden naar wat iemand
- weet (zoals een wachtwoord): cognitieve identificatie
- heeft (zoals een toegangspas): possessieve identificatie
- is (zoals een vingerafdruk): existentiële identificatie, ook wel biometrie genoemd.